# 谷口長治
谷口 長治（たにぐち ちょうじ、1941年〈昭和16年〉10月5日 – 2022年〈令和4年〉5月27日）は、日本の政治家。元愛媛県南宇和郡愛南町長（2004年～2008年）。

## 略歴
早稲田大学中退。家業は酒類販売業を営む。2000年10月南宇和郡城辺町長就任。この間、南宇和郡町村会会長、南宇和合併協議会副会長などを歴任。就任時、既に平成の合併への対応が課題となっていたが、組み合わせも南宇和郡内全ての町村が一つになることですんなりまとまり、また合併特例債など合併の「恩典」の部分にスポットが当たった時代でもあり、加えて愛媛県内第一号を目指すという目標もあり、合併協議自体は比較的スムーズに進んだ。
内海村、御荘町、城辺町、一本松町、西海町の南宇和郡5か町村の合併による、2004年10月の愛南町の初代町長選挙に出馬。旧御荘町長の山下英雄、前町議の岩崎美枝子との3人の選挙戦となった。旧内海村長、旧城辺町出身町議会議員の多数や、他町村出身の町議会議員らの支持を得て地盤を固め、旧一本松町長、旧西海町長や町議らの支援を受けた山下を505票差で破り、初当選。初代町長となる。ただこの時の選挙戦のわだかまりが水面下での旧町村間の心情的な対立の原因ともなった。
在任中、水産業の振興、愛媛大学南予水産研究センターの立地促進などを行った。旧庁舎を用いていたため、狭隘となっていた町役場庁舎の建設問題については、財源の確保の問題等もあり、検討委員会で検討を行った。一方、松下寿電子工業の工場閉鎖、個人情報流出事件などもあった。
在任中、愛媛県町村会副会長、愛媛県市町合併推進審議会委員等を務める。
2008年10月任期満了に伴う選挙に1期目に取り組んできた第一次産業を中心とする町の活性化をさらに推し進めたいとして、再選（2期目）を目指し出馬したものの、庁舎建設の中止などを訴えた新人の清水雅文に小差で破れた。
2022年5月27日、食道癌のため愛南町の自宅で死去、80歳。